# Astérix et la Rentrée gauloise
Astérix et la Rentrée gauloise est le trente-deuxième album de la bande dessinée Astérix, publié le 16 octobre 2003, scénarisé par René Goscinny et Albert Uderzo et dessiné par Albert Uderzo.
Il réunit des histoires courtes précédemment publiées dans le journal Pilote ou dans d'autres journaux de 1962 à 2003, ainsi qu'une histoire inédite, précédées chacune d'un court texte explicatif. L’album est d’abord sorti sous la forme d'un hors-série en 1993, avant de devenir le 32e album de la série.

## Deux versions différentes
L'album fait l'objet d'une première édition en 1993, sous la forme d'un hors-série, puis d'une deuxième édition en 2003 sous forme d'album portant le no 32, donc incluse dans la série d'albums à la suite d'Astérix et Latraviata, agrémentée d'une nouvelle couverture et augmentée de nouvelles histoires. Cette deuxième version ressort en décembre 2006 dans le cadre de la « Grande Collection » dans un format supérieur et avec des images restaurées.
Édition de 1993
Cet album est en fait la réédition d'un album publicitaire pour Pesto Print paru en 1987 sous le titre Mini-histoires. Il contient 10 histoires et son tirage original est de 500 000 exemplaires.
Ce hors-série est offert avec les cassettes VHS des dessins animés d'Astérix commercialisées par Gaumont Vidéo. Il est également publié dans l'intégrale des éditions Rombaldi.
L'astérisque indique deux titres qui ne seront pas repris dans l'édition de 2003.
- Où vont-ils chercher tout ça ?, introduction par Albert Uderzo
- Naissance d'une idée
- Page d'ébauche des personnages d'Astérix (été 1959) *
- En 50 avant J.-C.
- La Rentrée gauloise
- La Mascotte (version de 7 pages parue dans Super Pocket Pilote no 1)
- Mini, midi, maxi…
- Etc, etc…
- Au gui l'an IX
- Le Printemps gaulois
- L'Antiquaire *
- Obélisc'h

Édition de 2003
Cette version reprend, dans un ordre différent, les histoires de l'édition de 1993, à l'exception de L'Antiquaire et de la page d'ébauche, précédées d'une présentation (Conférence de presse d'Abraracourcix) et auxquelles s'ajoutent quatre autres histoires, précédées d'un astérisque.
Le tirage original de l'album est de 1 100 000 exemplaires (France). Les histoires communes avec l'édition précédente ont été recolorisées.
- Introduction par l'éditeur
- *Conférence de presse d'Abraracourcix
- La Rentrée gauloise
- *La Naissance d'Astérix
- En 50 avant J.-C.
- *Chanteclairix
- Au gui l'an IX
- Mini, midi, maxi…
- *Astérix tel que vous ne l'avez jamais vu
- *Lutèce olympique
- Le Printemps gaulois
- La Mascotte (version remontée en 4 pages)
- Etc, etc… (rebaptisé Latinomanie)
- Obélisc'h
- Où vont-ils chercher tout ça ? par Albert Uderzo, avec des illustrations extraites d'une planche parue dans Pilote[3]
- Naissance d'une idée

## Résumé

### Conférence de presse d'Abraracourcix
Abraracourcix, lors d'une conférence de presse, résume brièvement l'album en répondant aux questions de ses concitoyens.
Analyse
Cette planche est publiée à l'origine dans Pilote avec un texte différent pour annoncer la sortie de l'album Le Combat des chefs en 1964.
- Texte : Goscinny et Uderzo
- Dessins : Uderzo
- Parution originale : 1966
- 1 planche

### La Rentrée gauloise
À l'occasion de la rentrée des classes, Astérix et Obélix s'occupent du ramassage scolaire de leur village, non sans difficulté car les enfants rechignent à aller à l'école et se cachent dans les buissons et les arbres. Au terme de cette opération, les élèves entrent dans la classe de Panoramix, tenue en extérieur. Un élève demande au druide pourquoi Astérix et Obélix ne suivent pas les cours eux aussi, et Panoramix lui répond que, quand ils en avaient l'âge, ils sont allés à l'école et en sont ressortis bien éduqués. Pour confirmer sa réponse, il demande à Obélix la date de la bataille de Gergovie. Ce dernier, ne la sachant pas, se retrouve alors assis parmi les autres élèves, sous les regards hilares d'Astérix et Idéfix.
Analyse
Quand un élève répond à la question du druide, il donne MDXV (1515), qui est la date de la Bataille de Marignan.
L'histoire est réalisée à l'occasion de la rentrée des classes de 1966. Le texte explicatif est accompagné de la couverture du Pilote no 363, couverture ressemblant d'ailleurs à celle du présent album.
- Texte : Goscinny
- Dessins : Uderzo
- Parution originale : 6 octobre 1966 dans Pilote no 363
- 2 planches

### La Naissance d'Astérix
En 85 avant J.-C., avant que la Gaule ne soit occupée par les Romains, Abraracourcix, Cétautomatix, Ordralfabétix et Assurancetourix sont encore des enfants et jouent, se disputent et se bagarrent, tandis qu'Agecanonix, déjà vieillard, les gronde. Et pendant que les parents se bagarrent aussi, les villageois Astronomix et Obélodalix sont explusés de leurs maisons respectives par des femmes préparant un heureux événement. C'est plus tard, pendant une énième bagarre, que Panoramix arrive avec, dans ses bras, deux bébés qui viennent de naître : celui d'Astronomix, prénommé Astérix, et celui d'Obélodalix, prénommé Obélix. Les deux bébés étant nés le même jour et à la même heure, Panoramix y voit le signe d'une future « grande et solide amitié qui régnera toujours entre eux ». Un banquet a lieu pour fêter leur naissance.
Analyse
Le texte explicatif est accompagné de l'édition spéciale du Pilote d'octobre 1994, Le Journal exceptionnel d'Astérix réalisé pour célébrer les 35 ans du personnage. Dans cette histoire, on apprend les noms des parents de certains habitants du village : Uderzo a construit leurs noms en reprenant le début du nom de leurs enfants. Ainsi, le père d'Astérix se prénomme Astronomix, celui d'Obélix Obélodalix, celui de Cétautomatix Cétaubofix et celui d'Ordralfabétix Oftalmologix. Quant aux mères d'Astérix et Obélix, elles se prénomment respectivement Praline et Gélatine. Les parents d'Astérix et Obélix apparaîtront ensuite dans l'album Astérix et Latraviata de 2001.
- Texte et dessins : Uderzo
- Parution originale : octobre 1994 dans Le Journal exceptionnel d'Astérix
- 4 planches

### En 50 avant J.-C.
Présentation du monde, de la Gaule, du village gaulois et de ses principaux habitants à l'époque d'Astérix et Obélix.
Analyse
Le récit est préparé pour présenter Astérix aux Américains, en prélude à une distribution en syndication.
- Texte : Goscinny
- Dessins : Uderzo
- Parution originale : mai 1977 dans National Geographic
- 3 planches

### Chanteclairix
Un aigle impérial attaque la basse-cour du village gaulois, manquant de peu d'avaler le petit poussin noir Le Noiraud, sauvé par le coq du village, Chanteclairix. Chassé par Bonemine, l'aigle met au défi le coq pour une bagarre le lendemain. La poule La Roussette, qui sait que le coq n'a aucune chance de gagner ce combat, demande de l'aide au chien Idéfix. Celui-ci s'arrange, le lendemain, pour voler la gourde de potion magique d'Astérix, et en fait boire à Chanteclairix. Le coq attaque alors sans ménagement l'aigle qui tombe tout déplumé à terre, et Chanteclairix est applaudi par les poules admiratives.
Analyse
Le texte explicatif est accompagné d'un dessin d'Uderzo représentant Chanteclairix et Le Noiraud.
Le nom du coq est inspiré de Chantecler, héros de la pièce d'Edmond Rostand.
- Texte et dessins : Uderzo
- Parution originale : août 2003 (nouvelle inédite)
- 5 planches

### Au gui l'an IX
Au Nouvel An, les Gaulois renouvellent la tradition du baiser sous le gui. Obélix veut embrasser Falbala, mais cette dernière s'esquive et il donne finalement un baiser à Galantine sans s'en rendre compte, avant d'en refuser un à un Romain qui voulait se conformer aux coutumes locales. Mécontent, il embrasse quand même Astérix, tandis que Falbala embrasse Idéfix, ravi, resté seul sous le gui.
Analyse
Le texte explicatif est accompagné de la couverture du Pilote du 7 décembre 1967.
Le titre comporte un jeu de mots : l'an IX, c'est-à-dire l'an 9 écrit en chiffres romains, est aussi l'an nouveau, la nouvelle année.
On ignore qui est Galantine, mais une autre Galantine apparaîtra dans l'album Les Lauriers de César (1972), comme la belle-sœur d'Abraracourcix, car épouse d'Homéopatix frère de Bonemine : peut-être s'agit-il de la même personne, bien que n'ayant pas la même apparence physique dans les deux apparitions.
- Texte : Goscinny
- Dessins : Uderzo
- Parution originale : décembre 1967 dans Pilote no 424
- 2 planches

### Mini, midi, maxi…
La narration présente une étude de la femme gauloise : élégance, coiffure, vêtements, accessoires, bijoux, maquillage, en prenant pour mannequin de présentation la jeune épouse d'Agecanonix, ce qui rend jalouse Bonemine. Leurs maris Agecanonix et Abraracourcix s'en mêlent, puis Iélosubmarine, Ordralfabétix, Astérix, Obélix… cela se finit en bagarre générale, pendant que la narration termine son exposé en total décalage avec ce qui se passe.
Analyse
Le texte explicatif est accompagné d'un dessin d'Uderzo représentant les femmes du village en train de commérer (extrait de l'album La Zizanie).
- Texte : Goscinny
- Dessins : Uderzo
- Parution originale : 2 août 1971 dans Elle no 1337
- 2 planches

### Astérix tel que vous ne l'avez jamais vu
La narration imagine les aventures d'Astérix parodiées dans différents styles, pour répondre à des courriers des lecteurs fictifs réclamant des changements. Uderzo, dans le style du magazine Mad, parodie les différents genres et auteurs : une première vision réaliste ; une deuxième au dessin enfantin dans le style des Peanuts avec des dialogues réduits au strict minimum comportant le « -Stop- » caractéristique des télégrammes ; une troisième intitulé Jim Astéryx dans un contexte de science-fiction ; une quatrième version avec un monologue ampoulé et incompréhensible d'Astérix citant les réponses aux Ve objections contre les Méditations de Descartes ; une cinquième vision « psychédélix » et féministe avec un style pop art ; et enfin, une dernière suggestion des auteurs où les personnages porteraient des culottes de golf, allusion à Tintin, ce qu'Astérix et Obélix refusent en traitant les auteurs de dingues.
Analyse
C'est une parodie des fameux Exercices de style de Raymond Queneau parus en 1947.
Texte : Goscinny
- Dessins : Uderzo
- Parution originale : 11 décembre 1969  dans Pilote no 527
- 3 planches

### Lutèce olympique
Abraracourcix reçoit un message : Astérix et Obélix sont appelés à Lutèce par Retraitarix, chef des Parisii, pour protéger les délégués du comité olympique, en voyage dans la capitale gauloise, des embûches que les Romains pourraient leur tendre : Lutèce et Rome sont en effet en lice pour accueillir les Jeux olympiques. La visite du site olympique est organisée par Premiéprix, dans les Arènes de Lutèce, l'espion de César, Claudius Tadedétritus, et sa bande tentent de kidnapper le chef des délégués, mais Astérix, Obélix et Idéfix interviennent en battant les Romains. Grâce à eux, les délégués sont convaincus par la sécurité de Lutèce : la ville accueillera les prochains jeux olympiques.
Analyse
L'histoire est destinée à promouvoir la candidature de Paris aux Jeux olympiques d'été de 1992. Le texte explicatif est accompagné d'une affiche promotionnelle pour « Paris 1992 », dessinée par Uderzo et représentant Astérix à cheval sur la tour Eiffel, déclarant : « Vive Paris capitale olympique MCMXCII ».
La visite du Paris antique est l'occasion pour l'auteur de faire de nombreux clins d'œil au Paris actuel : Retraitarix siège à l'Assemblée de la Nation gauloise (dont le bâtiment parodie le Palais Bourbon) ; le comité olympique arrive en RER (Routiers Extramuros Remarquables, train formé par plusieurs chars attachés en file) ; la ville communique grâce à un grand colombier, dans lequel on reconnaît la Tour Eiffel, possède ses propres Arènes, attire des populations du monde entier (allusion à sa réputation touristique), est vitrine de la gastronomie gauloise, etc.
- Texte et dessins : Uderzo
- Parution originale : 25 octobre 1986  dans Jours de France no 1660
- 4 planches

### Le Printemps gaulois
L'hiver persiste : toujours pas de gibier, ni de sanglier, ni de Romains. Astérix et Obélix découvrent dans la neige un petit homme inconscient, qu'ils amènent à Panoramix. Il dit être le Printemps, qu'un autre petit homme, l'Hiver, a assommé. Panoramix lui fait boire de la potion magique. Aussitôt, le Printemps retrouve ses forces et part comme une hirondelle assommer l'Hiver. Sur son passage, la neige fond, la nature pousse et reverdit instantanément.
Analyse
Le texte explicatif est accompagné de cases de l'album et de la couverture du Pilote no 334.
- Texte : Goscinny et Uderzo
- Dessins : Uderzo.
- Parution originale : 17 mars 1966 dans Pilote no 334.
- 2 planches.

### La Mascotte
Pour avoir une mascotte de leur camp romain, des légionnaires volent Idéfix. Mais ils se le font reprendre par Astérix et Obélix, qui les assomment.
Analyse
Le texte explicatif est accompagné d'une case, dessinée par Uderzo, représentant une scène de bagarre gallo-romaine.
- Texte : Goscinny
- Dessins : Uderzo
- Parution originale : 13 juin 1968 dans Super Pocket Pilote no 1
- 8 planches (version d'origine), puis 4 (version 2003)

### Et cætera, et cæteraouLatinomanie
Panoramix surprend Astérix, Obélix, Abraracourcix et Bonemine employant des mots latins : géranium, mea culpa, minimum, décorum, forum, auditorium, ultimatum, aquarium. En puriste de la langue gauloise, Panoramix les réprimande, leur indique les mots gaulois à employer, mais termine sa liste par « et caetera, et caetera ».
Analyse
C'est une parodie de la campagne menée par Maurice Druon contre le « franglais », sous forme d'une mise en scène des villageois gaulois utilisant sans cesse des mots latins dans leur conversation.
Le texte explicatif raconte la création de l'histoire et est accompagné d'une case de cette même histoire. Dans l'édition de 2003, Uderzo justifie dans une seconde partie la publication d'une nouvelle version, illustrée par la couverture de l'édition de 1993 (p. 47).
- Texte : Goscinny
- Dessins : Uderzo
- Parution originale : mars 1973
- 1 planche

### L'Antiquaire
Un antiquaire romain, Titus Rominus, et son assistant Cirrus Gugus, arrivent au village, et tentent d'acheter le bouclier d'Abraracourcix, la lyre d'Assurancetourix, puis le marteau de Cétautomatix, avant qu'Astérix et Obélix ne leur fassent acheter des menhirs.
Analyse
Cette histoire n'apparaît pas dans l'édition de 2003.
Titus Rominus a les mêmes traits que Caius Saugrenus dans Obélix et Compagnie : comme lui, c'est une caricature de Jacques Chirac. Cirrus Gugus a les mêmes traits que Tullius Détritus dans La Zizanie.
- Texte : Goscinny
- Dessins : Uderzo
- Parution originale : ?
- 4 pages

### Obélisc'h
De nos jours, Albert Uderzo et René Goscinny rencontrent, sidérés, dans un petit port breton, un descendant d'Obélix, nommé Obélisc'h, résidant en Bretagne et raffolant du sanglier. Obélisc'h présente aux auteurs un parchemin avec un arbre généalogique qui montre qu'Obélix a fondé une dynastie à travers les âges et que tous ses descendants bénéficiaient de l'effet permanent de la potion magique car certains ont gagné très facilement des batailles de l'Histoire. Uderzo et Goscinny emmènent Obélisc'h à Paris, à la rédaction de Pilote. Mais le voyage n'est pas de tout repos, car Obélisc'h voyage avec un menhir, relique familiale.
Analyse
L'histoire est précédée du texte Les Auteurs en scène, expliquant la mise en scène des auteurs de bandes dessinées dans leurs œuvres. Il est illustré par un médaillon représentant une caricature des auteurs en Astérix et Obélix (Goscinnyrix et Uderzorix), qui figurait sur la page de titre de quelques-uns des albums de la série.
Sur le mur de la gare où tous trois vont prendre le train pour Paris, une pancarte mentionne "Le Gouët" (sans doute la ville où se situe le port), du nom d'un fleuve de Bretagne à Saint-Brieuc.
- Texte : Goscinny
- Dessins : Uderzo
- Parution originale : 7 février 1963 dans Pilote nos  172 à 186
- 4 planches ½

### Où vont-ils chercher tout ça?
Texte illustré répond à la question éponyme (« Où les auteurs trouvent-ils leurs idées ? ») et introduit l'histoire suivante.
Analyse
- Texte et dessins : Uderzo
- Parution originale : août 1993
- 1 page

### Naissance d'une idée
De nos jours, à une terrasse de café, Albert Uderzo et René Goscinny réfléchissent aux futures aventures d'Astérix : ils se mettent à rire aux éclats en imaginant les bagarres des albums, et rient tellement qu'une ambulance finit par les embarquer.
Analyse
- Texte : Goscinny
- Dessins : Uderzo
- Parution originale : 25 octobre 1962 dans Pilote no 157
- 1 planche

## Personnages principaux
Astérix et la Rentrée Gauloise est l'un des deux seuls albums officiels d'Astérix (avec L'Anniversaire d'Astérix et Obélix...) à mettre en scène les auteurs Uderzo et Goscinny dans leurs propres rôles (même si Goscinny est absent du second album cité).
- Les habitants du village gaulois, dont : 
  - Astérix, guerrier,
  - Obélix, livreur de menhir,
  - Idéfix, chien d'Obélix,
  - Panoramix, druide,
  - Assurancetourix, barde,
  - Abraracourcix, chef du village,
  - Cétautomatix, forgeron,
  - Ordralphabétix, poissonnier,
  - Agecanonix, vieillard,
  - parents d'Abraracourcix,
  - Cétaubofix, forgeron, père de Cétautomatix,
  - Oftalmologix, poissonnier, père d'Ordralphabétix,
  - Astronomix, père d'Astérix,
  - Obélodalix, père d'Obélix,
  - Praline, mère d'Astérix,
  - Gélatine, mère d'Obélix,
  - Le Noiraud, poussin noir du village,
  - Chanteclairix, coq du village,
  - Bonemine, épouse d'Abraracourcix,
  - La Roussette, poule du village,
  - Falbala, fille de Plantaquatix,
  - Galantine, femme du village,
  - épouse d'Agecanonix,
  - Iélosubmarine, poissonnière, épouse d'Ordralphabétix ;
- Jules César, imperator romain ;
- un aigle impérial ;
- Claudius Tededétritus, chef des services secrets de César ;
- Premiéprix, aide de camp de Retraitarix, le chef de la tribu des Parisii ;
- le Printemps, fils préféré de la grande marchande des quatre saisons ;
- la grande marchande des quatre saisons ;
- l'Hiver ;
- Titus Rominus, antiquaire ;
- Cirrus Gugus, antiquaire ;
- René Goscinny, scénariste d'Astérix ;
- Albert Uderzo, dessinateur et scénariste d'Astérix ;
- Obélisc'h, descendant d'Obélix ;
- membres de la rédaction de Pilote.

## Analyse

### Chansons
- J'aime la Gaule, la cervoise, Toutatis et les femmes, les femmes, les femmes, qui ont…, chanté par Assurancetourix, parodiant la chanson Un rien me fait chanter de Charles Trenet.
- J'aime le son de la lyre le soir au coin du feu…, chanté par Assurancetourix, parodiant le poème Le Cor d'Alfred de Vigny, mis en chanson par Charles Trenet en 1991[5].

### Citations latines
- Quo vadis ? (Où vas-tu ?) : phrase prononcée par un Gallo-Romain.
- Alea jacta est (Le sort en est jeté) : phrase prononcée par un Gallo-Romain.
- Veni, vidi, vici (Je suis venu, j'ai vu, j'ai vaincu) : phrase prononcée par la narration.
- Dulce decorum est pro patria mori (Il est doux et honorable de mourir pour sa patrie) : phrase prononcée par un légionnaire romain.
- Victrix causa diis placuit, sed victa Catoni (La cause du vainqueur a séduit les dieux, mais celle du vaincu a séduit Caton) : phrase prononcée par un légionnaire romain.
- Nunc est bibendum (C'est maintenant qu'il faut boire) : phrase prononcée par un légionnaire romain.
- Cur ? (Pourquoi ?) : phrase prononcée par un légionnaire romain.
- Res, non verba (Des actes, pas des mots) : phrase prononcée par un légionnaire romain.
- Beati pauperes spiritu (Heureux les simples d'esprit) : phrase prononcée par un légionnaire romain.

## Éditions
- Albert René, 1993  (ISBN 2-7441-7046-1)
- Albert René, 2003  (ISBN 2-86497-153-4)
- Albert René, « La Grande Collection », 2006  (ISBN 2-86497-196-8)

L'album a été traduit en de nombreuses langues régionales (picard, gallo, breton, alsacien, corse et occitan) et étrangères.